# Zamarada sagitta
Zamarada sagitta là một loài bướm đêm trong họ Geometridae.